# Brændesgårdshaven
Koordinaten: 55° 7′ 50″ N, 15° 6′ 8″ O
Brændesgårdshaven, auch bekannt als Joboland, ist ein Vergnügungspark bei Svaneke auf der dänischen Ostseeinsel Bornholm. Der Park besitzt Gärten, einen Zoo und einen Spielplatz.

## Geschichte
Das Gebiet war einst ein Bauernhof, der bis ins 16. Jahrhundert zurückverfolgt werden kann. Zu Beginn des 20. Jahrhunderts wurden schön angelegte Gärten zu einem Statussymbol für dänische Bauern. 1904 modernisierte Emil Ipsen (1882–1961) den Hof, baute Pflanzen an den Ufern des Vaseåen an und staute ihn 1910, um Strom für sich und seine Familie zu erzeugen. Der Damm hat auch den See mit seinen Ruderbooten geschaffen. Ursprünglich wurde es von Ipsens Kindern verwendet. Er baute ihnen ein Tretboot und mitten auf dem See ein Spielhaus.
1972 führte die dritte Generation von Ipsens, Lillian und Hans Emil, den Betrieb des Parks fort und brachte neue Attraktionen, behielt aber das alte handbetriebene Karussell und die Ruderboote bei. Um mit der Zeit Schritt zu halten, vergrößerten sie die Gebäude, legten einen Minigolfplatz an und holten einen Zauberer für tägliche Vorführungen. Schließlich entwickelten sie ein 5000 Quadratmeter großes Wasserland mit Rutschen, einem verrückten Fluss und einem speziellen Abschnitt für Kinder, wodurch es ihnen gelang, das Interesse aufrechtzuerhalten. Vor kurzem gab es Höhlen mit Jobos (auf Bornholm ist ein Jobo ein unterirdisches Wesen) und Jobo-Übungszirkel.